# Стриголактоны

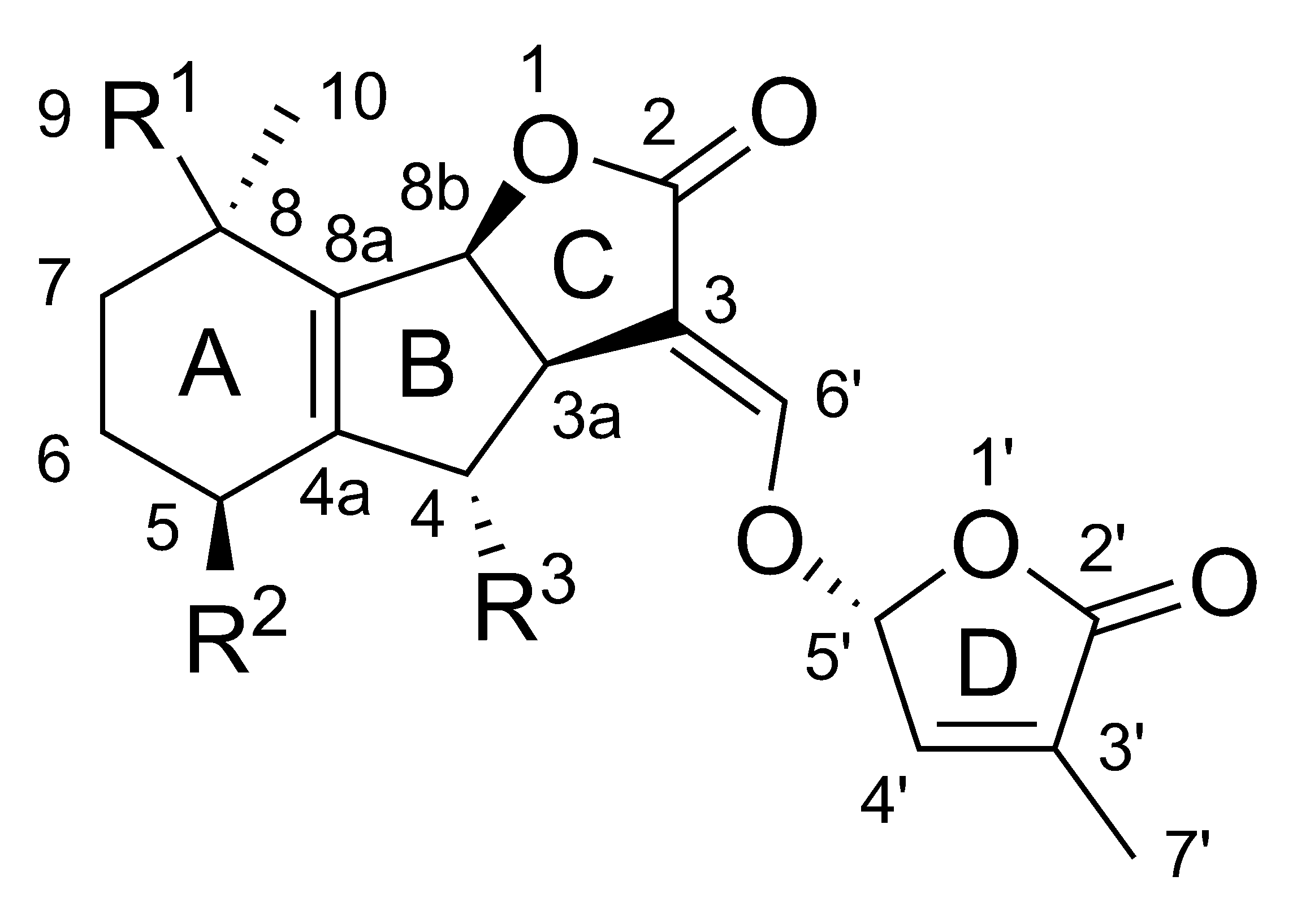
Общая структура стриголактонов

Стриголактоны — группа гормонов растений, стимулирующих рост микоризных грибов, прорастание спор и порождает изменения, позволяющие грибу оплести корень растения и образовать микоризу. Также гормон регулирует апикальное доминирование, ветвление корней и стимулирует прорастание семян паразитических растений.
Эти каротиноидные гормоны и внеклеточные сигналы вырабатываются в корнях в ответ на низкую концентрацию фосфата или на высокий поток ауксина из побега.